# Sheila Rowan

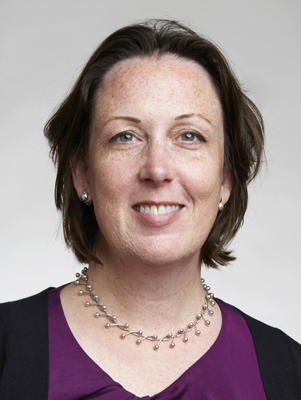
Sheila Rowan

Sheila Rowan (* 25. November 1969 in Dumfries) ist eine britische Physikerin und Astrophysikerin, die über Gravitationswellendetektoren forscht.
Rowan studierte an der University of Glasgow, an der sie 1991 ihren Bachelor-Abschluss erhielt und 1995 bei James Hough promoviert wurde (Aspects of lasers for the illumination of interferometric gravitational wave detectors). Danach forschte sie teilweise an der Universität Glasgow und teilweise im Edward Ginzton Laboratory der Stanford University. Seit 2003 ist sie nur noch an der Universität Glasgow, an der sie 2006 Professorin für Experimentalphysik wurde. 2009 wurde sie dort Direktorin des Institute for Gravitational Research.
Sie entwickelte optische Materialien (allgemein ultrasensitive mechanische Systeme und Materialien mit sehr geringen mechanischen Verlusten) und Laser für Gravitationswellendektoren mit Laserinterferometern, ist Mitglied von Geo 600 und leitete eine Arbeitsgruppe am LIGO, an dem 2015 Gravitationswellen nachgewiesen wurden.
Von 2016 bis 2021 war sie in Teilzeit leitende wissenschaftliche Beraterin (Chief Scientific Advisor) der schottischen Regierung. 2021 wurde sie Präsidentin des Institute of Physics.
2005 erhielt sie den Philip Leverhulme Prize und 2016 erhielt sie die Fred Hoyle Medal and Prize. 2017 erhielt sie den Suffrage Science Award für Wissenschaftlerinnen und  2020 die Sir Harold Hartley Medal des Institute of Measurement and Control. 2008 wurde sie Fellow der Royal Society of Edinburgh, 2006 Fellow des  Institute of Physics, 2012 Fellow der American Physical Society und 2018 Fellow der Royal Society. Sie ist CBE.